# Philoponella subvittata
Philoponella subvittata är en spindelart som beskrevs av Brent D. Opell 1981. Philoponella subvittata ingår i släktet Philoponella och familjen krusnätsspindlar.
Artens utbredningsområde är Guyana. Inga underarter finns listade i Catalogue of Life.